# Liste de critiques d'art contemporain
Cette liste répertorie les critiques d'art moderne et contemporain, des avant-gardes, d'art actuel, nouveau ou vivant.
- Haut – A
- B
- C
- D
- E
- F
- G
- H
- I
- J
- K
- L
- M
- N
- O
- P
- Q
- R
- S
- T
- U
- V
- W
- X
- Y
- Z

## A
- Lawrence Alloway
- Mario Amaya
- Daniel Arasse
- Paul Ardenne
- Alin Avila

## B
- Anna Banti
- Alfred H. Barr Jr.
- Jean Baudrillard
- Marie-Claude Beaud
- Walter Benjamin
- John Berger
- René Berger
- Heliane Bernard
- Daniel Bougnoux
- Jean Bouret
- Nicolas Bourriaud
- Jacques Bouzerand
- Yves Bonnefoy

## C
- Pierre Cabanne
- Roger Cardinal
- Anne Cauquelin
- Germano Celant
- Jean-Luc Chalumeau
- Jean Clair
- Alain Coulange

## D
- Philippe Dagen
- Aline Dallier-Popper
- Hubert Damisch
- Arthur Danto
- Robin Dubois[1]
- Georges Didi-Huberman
- George Dickie
- Daniel Dobbels
- Jean-Philippe Domecq

## E
- Ali El Hadj Tahar
- Jacques Ellul
- Charles Estienne

## F
- Jean-Paul Fargier
- Alexandre Faure
- Christian-Alexandre Faure
- Patrick Favardin
- Jean-Louis Ferrier
- Fabrice Flahutez
- Henry Flynt
- Fred Forest
- Hal Foster
- HeleneCaroline Fournier
- Marc Fumaroli

## G
- Dario Gamboni
- Gérald Gassiot-Talabot
- Arnold Gehlen
- Gérard Genette
- Sigfried Giedion
- Itzhak Goldberg
- Nelson Goodman
- Dan Graham
- Clement Greenberg
- Laurent Grison
- Boris Groys
- Jean Guichard-Meili

## H
- Lydia Harambourg
- Charles Harrison
- Jens Hauser
- Nathalie Heinich
- Jean-Francis Held
- Eric Hobsbawm
- Robert Hughes
- Pontus Hulten

## J
- Édouard Jaguer
- Anatole Jakovsky
- Alain Jouffroy
- Donald Judd

## K
- Rosalind Krauss

## L
- Michaël La Chance
- Bernard Lamarche-Vadel
- Jean-Louis Lanoux
- Gilbert Lascault
- Jean Laude
- Marc Le Bot
- Alain Georges Leduc
- Sheila Leirner
- Stéphan Lévy-Kuentz
- André Lhote
- Georges Limbour
- Gilles Lipovetsky
- Lucy R. Lippard
- Edward Lucie-Smith

## M
- Marshall McLuhan
- Jean-Hubert Martin
- Florence de Mèredieu
- Catherine Millet
- Jean-Claude Moineau
- Jean Monneret
- Gérard Monnier
- Olivier Mongin
- Jean-Louis M. Monod
- François Morellet

## N
- Simon Njami
- Linda Nochlin

## O
- Hector Obalk
- Didier Ottinger

## P
- René Payant
- Ivan Picelj
- Gaétan Picon
- Marcelin Pleynet
- François Pluchart
- Frank Popper
- Hervé Perdriolle
- Carl Pierrecq

## R
- Carlo Ludovico Ragghianti
- Michel Ragon
- Herbert Read
- Roland Recht
- Pierre Restany
- Jean-Michel Ribettes
- René Ricard
- Michel Ritter
- Rainer Rochlitz
- Claude Roger-Marx
- Harold Rosenberg

## S
- Mohammed Saoud
- Jérôme Sans
- Jean-Marie Schaeffer
- Jean-Louis Schefer
- Helmut Schelsky
- Nicolas Schöffer
- Julius von Schlosser
- Giorgio Seveso (it)
- Rafael Squirru
- Christian Skimao
- Harald Szeemann

## T
- Michel Tapié
- Ramzi Turki

U
______________________________________________________________________________________________
. Françoise Urban-Menninger

## V
- Lionello Venturi

## W
- Marc-Olivier Wahler
- André Warnod
- Tom Wolfe
- Richard Wollheim

## X
- Gérard Xuriguera